# Bang Bang (canción de Green Day)
«Bang Bang» es una canción de la banda de rock estadounidense Green Day. Fue lanzado el 11 de agosto de 2016 como el sencillo principal de su duodécimo álbum de estudio, Revolution Radio (2016). Es el primer lanzamiento de la banda desde "Xmas Time of the Year" (2015); El sencillo fue lanzado cuatro años después de su trilogía de álbum 2012, ¡Uno!, ¡Dos!, y ¡Tré!. Considerada una mezcla de los primeros días punk rock de la banda y los álbumes posteriores políticamente motivados, la canción se inspiró en el aumento de la violencia armada en los Estados Unidos y el tema central gira en torno al punto de vista de un tirador masivo. Es el primer sencillo grabado por la banda desde que el guitarrista Jason White fue eliminado de su papel como miembro oficial.

## Lanzamiento
"Bang Bang" fue lanzado el 11 de agosto de 2016 a través de descarga digital como el sencillo principal de su próximo álbum de estudio, Revolution Radio. La banda también lanzó el video oficial de la canción para el sencillo el 12 de agosto, que recibió más de dos millones de visitas el 17 de agosto. El video de la letra se inspiró en los recientes incidentes de tiroteos masivos en el país. El 28 de agosto, la banda anunció en su sitio web que el sencillo será lanzado en CD para ser vendido exclusivamente en Best Buy solo en los Estados Unidos e incluirá una versión en vivo de "Letterbomb" como el B-side. Un video musical fue lanzado para la canción el 13 de septiembre de 2016.

## Video musical
El video musical de Bang Bang fue lanzado el 13 de septiembre de 2016, y fue dirigido por el líder de Rancid, Tim Armstrong. El video está inspirado en el aumento de la violencia armada en los Estados Unidos, representa un trío de criminales robando un banco mientras usan máscaras de los miembros de Green Day. Estas escenas se intercalan con imágenes de la banda en medio de una fiesta. Durante el segundo verso, los delincuentes huyen del banco y quitan sus máscaras, revelándose como dos muchachas y un individuo, antes de conducir apagado en un Jeep Wrangler. Los criminales llegan a la fiesta de la casa donde Green Day está tocando. Durante el puente y el coro final, los tres ladrones de bancos se abren camino entre la multitud y se acercan a la banda, antes de lanzar dinero del robo al aire a medida que el video se desvanece. La chica rubia de los tres criminales (que se disfraza de bajista Mike Dirnt) es retratada por la actriz ucraniana Ivanna Sakhno.

## Recepción crítica
"Bang Bang" recibió una recepción crítica positiva por los críticos. Cai Trefor, de Gigwise, elogió a la banda diciendo que "La canción es Green Day en su mejor punk. Es mucho mejor que las canciones intensas de Dookie o las baladas de American Idiot". Thomas Smith, de NME, observó: "Musicalmente, es el clásico Green Day, los acordes de potencia limitada utilizan un efecto furioso, un remolino de punk rock abrasador que es ayudado por el ruidoso bajo de Mike Dirnt y la batería de Tré Cool. Una manera de mantenerse relevante". 
William Sutton en PopMatters dijo que aunque "Bang Bang" "es una buena pista y mucho mejor que la mayoría de su producción desde el lanzamiento de American Idiot en 2004, la pista lucha con la sensación de que esta es una banda en su cuarta década, pero es un regreso bien recibido de la banda y ofrece señales positivas antes del lanzamiento de Revolution Radio en octubre ".

## Recepción
"Bang Bang" debutó en el puesto número 17 del Mainstream Rock, que es su segundo debut más alto, detrás de "Oh Love" (2012) en el número 13. La canción alcanzó el primer lugar en la lista tres semanas después de su estreno. La canción está vinculada con "The Day That Never Comes" (2008) de Metallica como la segunda canción más rápida para llegar a la parte superior de la tabla, detrás de "Something from Nothing" de Foo Fighters (2014), que tomó dos semanas. La canción se convirtió en el salto más rápido de Green Day a la posición N º 1 en el Mainstream Rock EE. UU., rompiendo el récord anterior de "Know Your Enemy" (2009) de cinco semanas.
La canción debutó en el No. 16, y alcanzó el puesto número 1 en el chart de Alternative Songs de Estados Unidos, haciendo que estuvieran empatados con Foo Fighters por la cantidad de números con un número de 10 y marcando la 24ª entrada de Green Day y el quinto más alto debut . Es la 31.ª entrada de la banda en la lista de canciones alternativas de Estados Unidos, vinculándolos con Foo Fighters y Red Hot Chili Peppers para el tercer lugar como el artista más cargado en la historia de las listas, detrás de Pearl Jam y U2 con 38 y 41 entradas respectivamente .
La canción debutó en el No. 23 en la carta del Rock Airplay de los EE. UU. y alcanzó el número 1.

## Listado de pistas
Todas las letras de Billie Joe Armstrong; Toda la música compuesta por Green Day.
| CD  |                                                                                 |          |  |
| N.º | Título                                                                          | Duración |  |
| 1.  | «Bang Bang»                                                                     | 3:27     |  |
| 2.  | «Letterbomb» (en vivo desde Chula Vista, California el 2 de septiembre de 2010) | 4:34     |  |

## Posicionamiento
| Listas (2016)                                 | Posición |
| --------------------------------------------- | -------- |
| Australia (ARIA)                              | 83       |
| Bélgica (Flandes) (Ultratip Bubbling Under)   | 3        |
| Canadá (Canadian Hot 100)                     | 75       |
| Canadá (Canada Rock)                          | 1        |
| Japón (Japan Hot 100)                         | 91       |
| New Zealand Heatseekers (Recorded Music NZ)   | 2        |
| Escocia (Scottish Singles Sales Chart)        | 36       |
| Reino Unido (UK Singles Chart)                | 84       |
| UK Rock (Official Charts Company)             | 1        |
| Estados Unidos (Alternative Airplay)          | 1        |
| Estados Unidos (Bubbling Under Hot 100)       | 4        |
| Estados Unidos (Hot Rock & Alternative Songs) | 8        |
| Estados Unidos (Mainstream Rock)              | 1        |
| Estados Unidos (Rock Airplay)                 | 1        |